# Verwaltungsgemeinschaft Euerdorf
In der Verwaltungsgemeinschaft Euerdorf im unterfränkischen Landkreis Bad Kissingen haben sich folgende Gemeinden zur Erledigung ihrer Verwaltungsgeschäfte zusammengeschlossen:
1. Aura a.d.Saale, 850 Einwohner, 10,10 km²
2. Euerdorf, Markt, 1505 Einwohner, 16,33 km²
3. Ramsthal, 1099 Einwohner, 10,42 km²
4. Sulzthal, Markt, 879 Einwohner, 15,05 km²

Die Verwaltungsgemeinschaft wurde am 1. Mai 1978 gegründet.
Sitz der Verwaltungsgemeinschaft ist Euerdorf. Vorsitzender der Verwaltungsgemeinschaft ist Thomas Hack.